# Portulaca cubensis
Portulaca cubensis är en portlakväxtart som beskrevs av Nathaniel Lord Britton och P. Wils. Portulaca cubensis ingår i släktet portlaker, och familjen portlakväxter. Inga underarter finns listade i Catalogue of Life.